# Węgielka Siewersa
Węgielka Siewersa (Odontosia sieversii) – gatunek motyla z rodziny garbatkowatych. Zamieszkuje Eurazję, od Europy Północnej i Środkowej po Wyspy Japońskie. Gąsienice żerują na brzozach, rzadko na olszach. Osobniki dorosłe są aktywne nocą.

## Taksonomia
Gatunek ten opisany został po raz pierwszy w 1856 roku przez Édouarda Ménétriesa pod nazwą Notodonta sieversii. Epitet gatunkowy upamiętnia Gustawa Siewersa.

## Morfologia

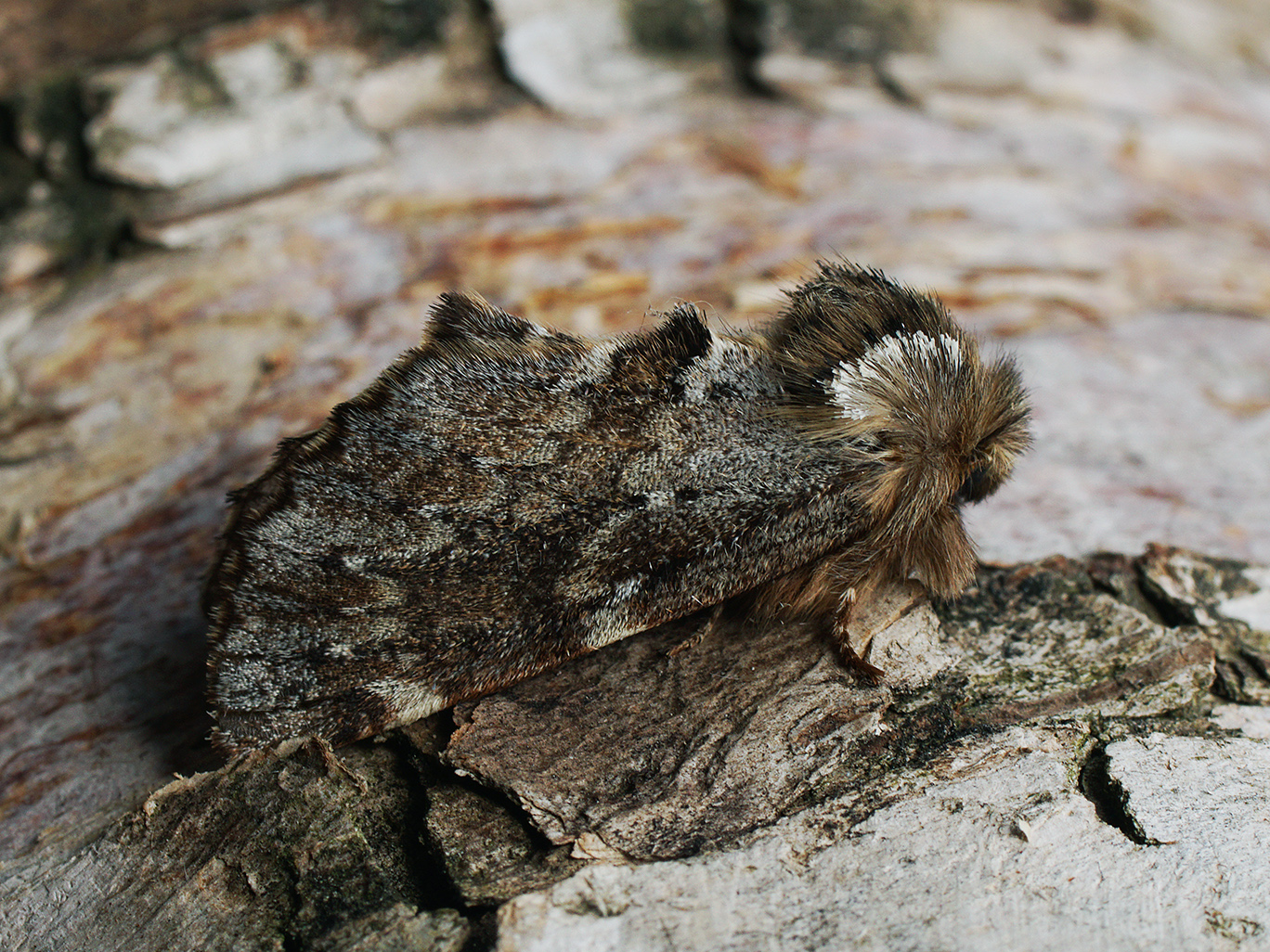
Imago zamaskowane na pniu brzozy

Motyl o krępej budowy ciele i rozpiętości skrzydeł sięgającej od 44 do 48 mm. Głowa jest zaopatrzona w nieowłosione oczy złożone, krótkie głaszczki i uwstecznioną ssawkę, natomiast pozbawiona jest przyoczek. Czułki osiągają mniej więcej połowę długości przedniego skrzydła i wykazują dymorfizm płciowy w budowie, będąc ząbkowanymi u samicy, zaś obustronnie grzebykowanymi u samca. Szeroki tułów porasta wełniste owłosienie. Skrzydło przedniej pary osiąga od 19 do 23 mm długości i ma zaokrągloną, pozbawioną kątowego załamania krawędź zewnętrzną, czym różni się od tego u podobnej węgielki karmelitanki. Na tylnej krawędzi tegoż skrzydła leży dobrze rozwinięty ząb z włosowatych łusek. Tło skrzydła przedniego jest u samca brązowe z białym lub żółtym nalotem i ciemniejszym przodem, u samicy zaś szarobiałe lub żółtoszare. Przepaski poprzeczne są silnie ząbkowane, zwykle wyraźnie zaznaczone, ubarwione brunatnie z rozjaśnieniem przy przednim brzegu skrzydła. Wzdłuż krawędzi zewnętrznej skrzydła leżą ciemne plamy łukowatego kształtu. Barwa skrzydła tylnego jest szarobrązowa z przyciemnieniem u przedniego brzegu, szarobrunatną plamą czworoboczną w kącie tylnym i wąską, białawą przepaską przez środek.
Jaja są półkuliste, o wysokości między 0,5 a 0,85 mm. Są w większości brudnobiałe z cienkim, przejrzysto-białym chorionem, z wiekiem ciemniejące. Nie są przykrywane łuskami z odwłoka samicy. Powierzchnia chorionu podzielona jest żeberkami na komórki. Większa część jaja ma żeberka wąskie, węższe niż powierzchnia mikropylowa. W komórkach większej części jaja znajdują się duże aeropyle, znacznie większe od szerokości żeberek. Gąsienica opuszcza jajo wygryzając owalny otwór w jego bocznej części.

## Ekologia i występowanie
Owad ten zasiedla lasy liściaste, zwłaszcza brzeziny bagienne, a także podmokłe lasy mieszane i zarastające torfowiska. Gąsienice są foliofagami żerującymi na liściach brzóz, a rzadko olsz. Owady dorosłe nie pobierają pokarmu i są aktywne nocą. Okres lotu motyli przypada w Europie Środkowej na przełom marca i kwietnia, zaś okres żerowania gąsienic na kwiecień i maj. Zimowanie odbywa się w stadium poczwarki.
Gatunek palearktyczny, eurosyberyjski. W Europie znany jest ze Szwecji, Norwegii, Finlandii, Estonii, Łotwy, Litwy, Polski, Czech, Słowacji, Białorusi i europejskiej części Rosji. Dalej na wschód sięga przez południową Syberię i Rosyjski Daleki Wschód po Japonię.
W Polsce jest owad ten zamieszkuje wschodnią część kraju, od Warmii, Mazur i Suwalszczyzny na północy po Pogórze Przemyskie na południu. Zachodnia granica zasięgu biegnie okolicami Ostródy, Górznieńsko-Lidzbarskim Parkiem Krajobrazowym, Puszczą Kozienicką i Sandomierską.
Na „Czerwonej liście gatunków zagrożonych Republiki Czeskiej” umieszczony został ze statusem gatunku krytycznie zagrożonego wyginięciem (CR).